# Tom McTigue
Tom McTigue (1959) is een Amerikaanse acteur

## Carrière
McTigue begon in 1989 met acteren in de televisieserie Jake and the Fatman. Hierna heeft hij nog meerdere rollen gespeeld in televisieseries en films, hij is vooral bekend van zijn rol in de televisieserie Baywatch als Harvey Miller (1991-1992).

## Filmografie

### Films
- 2014 Intramural - als mr. Gillman
- 2014 Boyhood - als mr. Turlington
- 2011 The Descendants - neef Dave
- 1998 The Souler Opposite – als Joey Kagan
- 1996 Lover's Knot – als Doug Meyers
- 1995 Guys Like Us

### Televisieseries
Uitgezonderd eenmalige gastrollen.
- 1994 Roseanne – als dokter – 2 afl.
- 1991 – 1992 Baywatch – als Harvey Miller – 22 afl.